# Tytuł wykonawczy
Tytuł wykonawczy – oznacza każdą decyzję, wyrok lub nakaz zapłaty wydane przez sąd lub inny właściwy organ, w tym również takie, które są tymczasowo wykonalne, niezależnie od tego, czy dotyczą płatności natychmiastowej czy w ratach, pozwalające wierzycielowi na dochodzenie swoich roszczeń względem dłużnika w drodze przymusowej egzekucji.

## Prawo polskie
Istnieją następujące rodzaje tytułów wykonawczych:
- tytuły wykonawcze cywilne, którymi są tytuły egzekucyjne zaopatrzone przez sąd w klauzulę wykonalności[2];
- tytuły wystawiane w toku postępowania egzekucyjnego w administracji[3];
- tytuły wykonawcze wystawiane przez sądy karne[4];
- tytuły wykonawcze wystawiane przez organy orzekające w postępowaniu karnym skarbowym[5].